# Hellinsia joinville
Hellinsia joinville – gatunek motyla z rodziny piórolotkowatych.

## Taksonomia
Gatunek ten opisany został po raz pierwszy w 2016 roku przez Ceesa Gielisa na łamach „Boletín de la Sociedad Entomológica Aragonesa”. Jako lokalizację typową wskazano Joinville w brazylijskim stanie Santa Catarina.

## Morfologia
Motyl osiągający 24 mm rozpiętości skrzydeł. Głowę ma jasnoochrową z jasnobrązowoochrowymi i krótko orzęsionymi czułkami. Sterczące głaszczki wargowe mają człon drugi z opadającymi łuskami białymi, a człon ostatni biały po bokach i bladobrązowoochrowy pośrodku. Tegule są ochrowobrązowe. Tułów również jest ochrowobrązowy z jaśniejszymi, długimi, rozdwojonymi łuskami w kołnierzu. Skrzydło przednie powcinane jest do ⅔ długości. Ubarwienie wierzchu ma jasnobrązowoochrowe z ciemnobrązowymi kropkami, spodu jasnobrązowe, a strzępiny jasnobrązowoochrowe. Skrzydło tylne jest jasnoochrowobrązowe z wierzchu, ochrowobrązowe od spodu, bladobrązowoochrowe na strzępinach i opatrzone jasnordzawobrązowymi łuskami na żyłkach. Odnóża przedniej i środkowej pary mają podłużne linie bladobrązowoochrowe i ciemnobrązowe na udach i goleniach. Jasnoochrowe odnóża tylnej pary mają po dwie pary ostróg, z których środkowe są dłuższe niż boczne. Bladoochrowoszary odwłok ma na stronie grzbietowej niewyraźne linie podłużne oraz pary brązowoszarych kropek na segmentach od drugiego do piątego.
Samiec ma niesymetrycznie zbudowane walwy – lewa jest zaopatrzona w zakrzywiony wyrostek sakularny niemal dorównujący połowie jej długości, prawa natomiast ma guzek sakularny o kształcie haczyka z zaokrąglonym wierzchołkiem. Poza tym jego genitalia cechują się dwupłatowym tegumenem, łagodnie zakrzywionym unkusem długości ⅔ tegoż, stopniowo zwężającą się jukstą z dwoma niesymetrycznymi ramionami anellusa, wąskim i łukowato wygiętym winkulum oraz bardzo słabo zakrzywionym, na szczycie zaostrzonym edeagusem bez cierni.

## Ekologia i występowanie
Owad neotropikalny, endemiczny dla Brazylii, znany tylko z lokalizacji typowej. Odnaleziony w grudniu na rzędnych 5 m n.p.m.